# Vitex urceolata
Espèce
Synonymes
- Vitex loureiroi Wight ex C.B.Clarke[1]
- Vitex sumatrana (C.B. Clarke) King & Gamble[1]

Statut de conservation UICN

 VU B1+2c : Vulnérable
Vitex urceolata est une espèce de plantes à fleurs de la famille des Lamiaceae.

## Publication originale
- The Flora of British India 4: 585. 1885.